# Talsperre Alqueva
Die Talsperre Alqueva (portugiesisch Barragem de Alqueva) ist eine Talsperre mit Pumpspeicherkraftwerk im Distrikt Beja, Region Alentejo, Portugal. Sie staut den Guadiana, der an dieser Stelle die Grenze zwischen den Distrikten Beja und Évora bildet. Die nächstgelegene Stadt Moura liegt ungefähr sechs Kilometer südöstlich der Talsperre. Ungefähr zwei Kilometer unterhalb der Talsperre mündet der Ardila in den Guadiana.
Der Stausee der Talsperre bildet das Oberbecken des Pumpspeicherkraftwerks, während der Stausee der Talsperre Pedrógão, die etwa zehn Kilometer südwestlich liegt, als Unterbecken dient.
Mit dem Projekt zur Errichtung der Talsperre wurde im Jahre 1994 begonnen. Der Bau wurde 2002 fertiggestellt. Die Talsperre dient neben der Bewässerung auch der Trinkwasserversorgung und der Stromerzeugung. Sie ist im Besitz der Empresa de Desenvolvimento e Infra-estruturas do Alqueva, S.A. (EDIA).
Überlegungen zur Errichtung der Talsperre gehen bis auf das Jahr 1957 zurück. 1976 wurden erste Arbeiten aufgenommen, die aber bereits 1978 wieder eingestellt wurden. Nach Gründung der EDIA im Jahre 1995 wurden die Arbeiten erneut aufgenommen. Mit dem Einstau wurde 2002 begonnen. Am 12. Januar 2010 wurde das Stauziel von 152 m zum ersten Mal erreicht.

## Absperrbauwerk
Das Absperrbauwerk ist eine doppelt gekrümmte Bogenstaumauer aus Beton mit einer Höhe von 96 m über der Gründungssohle. Die Mauerkrone liegt auf einer Höhe von 154 m über dem Meeresspiegel. Die Länge der Mauerkrone beträgt 458 m und ihre Breite 7 m. Das Volumen des Bauwerks beträgt 687.000 m³.
Die Staumauer verfügt sowohl über einen Grundablass als auch über eine Hochwasserentlastung, die sich sowohl auf der rechten wie auf der linken Seite der Staumauer befindet. Über den Grundablass können maximal 160 m³/s abgeleitet werden, über die Hochwasserentlastung maximal 6300 m³/s. Das Bemessungshochwasser liegt bei 12.000 m³/s; die Wahrscheinlichkeit für das Auftreten dieses Ereignisses wurde mit einmal in 1000 Jahren bestimmt.

## Stausee
Beim normalen Stauziel von 152 m (maximal 154,7 m bei Hochwasser) erstreckt sich der Stausee (port. Albufeira da Barragem do Alqueva bzw. Albufeira de Alqueva) über eine Fläche von rund 250 km² und fasst 4,15 Mrd. m³ Wasser – davon können 3,15 Mrd. m³ genutzt werden. Das minimale Stauziel, bei dem die Maschinen noch betrieben werden können, liegt bei 135 m.
Der Alqueva-Stausee bildet das Herzstück eines ausdehnten Bewässerungssystems, das insgesamt ca. 120.000 Hektar umfasst. Der Stausee wird darüber hinaus inzwischen auch für den Tourismus erschlossen. Laut EDP ist er der größte See in Portugal.

## Kraftwerk Alqueva
Das Kraftwerk Alqueva ist mit einer installierten Leistung von 520 MW (4 Maschinen: 2 × 129,6 und 2 × 130 MW) eines der größten Wasserkraftwerke in Portugal. Die durchschnittliche Jahreserzeugung liegt bei 739 (Alqueva I: 269 und Alqueva II: 470) Mio. kWh.
Das Kraftwerk ist im Besitz der EDIA, wird aber von EDP betrieben.

### Kraftwerk Alqueva I
Zum Zeitpunkt der Inbetriebnahme 2004 hatte das Kraftwerk eine installierte Leistung von 236 (bzw. 240) MW. Bei den beiden Francis-Turbinen handelt es sich um Pumpturbinen. APA gibt die durchschnittliche Jahreserzeugung für diese beiden Maschinen mit 269 Mio. kWh an. Die Maschinen befinden sich in einem Maschinenhaus am Fuße der Staumauer. Sie leisten jede maximal 129,6 MW, während die zugehörigen Generatoren 147 MVA leisten. Die Nenndrehzahl der Turbinen liegt bei 136,4/min. Die Pumpen haben jede eine maximale Leistung von 106,9 MW. Die Nennspannung der Generatoren beträgt 15 kV. In der Schaltanlage wird die Generatorspannung von 15 kV mittels Leistungstransformatoren auf 400 kV hochgespannt.
Die minimale Fallhöhe beträgt 50,2 m, die maximale 76 m. Der maximale Durchfluss liegt bei 203,2 m³/s.

### Kraftwerk Alqueva II
Von Juli 2008 bis Dezember 2012 wurde das Kraftwerk erweitert. Es wurden zwei zusätzliche Maschinen mit jeweils maximal 130 MW Leistung installiert. Die zugehörigen Pumpen leisten jede maximal 110 MW. EDP gibt die durchschnittliche Jahreserzeugung für diese beiden Maschinen mit 470 Mio. kWh an. Die Maschinen befinden sich in einem eigenen Maschinenhaus auf der rechten Seite des Flusses.